# Лимановский вагоноремонтный завод
Лимановский вагоноремонтный завод — промышленное предприятие Украины, располагавшееся в посёлке Лимановка (Харьковская область).

## История
Панютинский вагоноремонтный завод был основан в 1869 году как паровозное депо на базе старых мастерских, которые должны были обслуживать железные дороги направлений Харьков — Лозовая — Севастополь и Лозовая — Полтава. Строительство велось ускоренными темпами, так как заводу отводилось большая роль в развитии промышленности, сельского хозяйства и торговли царской России.
В 1900 году в рабочем поселке Панютино насчитывалось более 2000 жителей, третью часть которых составляли рабочие депо, мастерских по ремонту вагонов. Оборот грузов в этом году по Панютино достиг 45 399 тыс. пудов. Это было второе место после Харькова.
В 1900 году в Панютинском паровозном депо и вагонных мастерских образован кружок РСДРП под руководством  кузнеца депо Дриздо С. А.. С этого времени Панютинские железнодорожники вместе с железнодорожниками Харькова брали активное участие в революционном движении. Всей революционной работой руководил профессиональный революционер Дриздо С. А. (партийная кличка Лозовской).
1913 год. Паровозное депо и весь паровозный парк со станции Панютино были переведены в Лозовую, где к настоящему моменту построили новое паровозное депо. В Панютино на базе ремонтных мастерских был построен вагоноремонтный завод.
Март 1917 года. В депо создан партийный центр, один из первых на Лозовщине. В этом большую помощь оказал большевикам Харьковский комитет РСДРП(б) при активном участии профессионального революционера М.К.Мурпнопа.
В 1918 году  был построен бронепоезд «Смерть или победа» рабочими депо по решению партийного центра. Много кто из депо ушли бойцами бронепоезда.
Апрель 1919 года. Труженики депо провели первый коммунистический субботник, на котором отремонтировали один паровоз, собрали сотни тонн металлолома, навели порядок на территории.
В 1928 году за большие общественные заслуги Панютинскому вагоноремонтному заводу решением Харьковского окружного исполнительного комитета рабочих, сельских и солдатских депутатов присвоено имя Ф. Э. Дзержинского.
В 1929 году среди работников Панютинского вагоноремонтного завода началось состязание за ударный труд. Зачинщиками его были комсомольцы, бригада столяров: П.Оровецкий, О.Кишинстький и О.Воробцов
Партийная организация завода активно распространяла передовой опыт за ударный труд и за понижение себестоимости продукции.
1930 год. Коллектив завода занял первое место в социалистическом состязании среди вагоноремонтных предприятий страны. Об этом сообщила газета «Правда» 7 мая 1930 года.
1935 год. На заводе разворачиваетсяСтахановское движение. Ряды Стахановцев непрерывно возрастали. С каждым днем увеличивался выпуск грузовых вагонов. Предприятие жило полнокровной жизнью, все злободневные вопросы производства освещались в 29 цеховых стенгазетах и в заводской многотиражке «Панютинский вагонник», который регулярно издавался с 1935 до 1941 годах.
В 1941 году завод уже давал 850 грузовых двухосных вагонов, то есть в 2,5 раза больше, чем в 1925 году.
Во время Великой Отечественной войны в ноябре 1941 года Панютинский вагоноремонтный завод был эвакуирован в Сибирь город Боготол. Где его коллектив продолжал выпускать продукцию.
20 сентября 1941 года с территории завода в глубокий тыл ушел первый эшелон с оборудованием, а 11 ноября - уже последний.
21 ноября 1941 год. Оборудование прибыло на станцию Боготол, Красноярского края. А уже в конце октября 1941 года в 40-градусный мороз панютяне приступили под открытым небом к ремонту подвижного состава.
В ноябре 1942 года коллектив завода, в сравнении с соответствующим периодом 1941 года, увеличил выпуск вагонов почти в 5 раз. Более 200 вагоноремонтников участвовали в боях на фронтах Великой Отечественной войны.
20 ноября 1943 в Панютино прибыл первый эшелон из Боготола с рабочими, служащими и инженерно-техническими сотрудниками.
1944 год. Начали действовать основные цеха.
До начала 1946 года из заводских ворот вышло больше 640 грузовых вагонов.
В 1946 году завод вернулся на Украину.
В 1958 году завод перешел на ремонт четырехосных грузовых вагонов. Был заново перестроен весь технологический процесс, действующее оборудование приспособлено к изготовлению новых узлов и деталей, переоборудованы отделения ремонтно-комплектовочного цеха, по ремонту тележек, автосцепки, изготовлению и ремонту деталей полувагонов и т.д.
Начиная с 50-х годов завод успешно выполняет и даже перевыполняет планы по реализации, выпуску валовой и товарной продукции. Постоянно внедряет новую технику и передовую технологию по повышению производительности труда и экономического эффекта. В период с 1973 по 1983 годы произведена масштабная реконструкция завода.
После провозглашения независимости Украины завод перешёл в ведение министерства транспорта Украины.
В марте 1995 года Верховная Рада Украины внесла завод в перечень предприятий, приватизация которых запрещена в связи с их общегосударственным значением.
В октябре 1995 года по приказу № 335 от 09.10.95 Министерство Транспорта Украины на базе Панютинского вагоноремонтного завода создан Украинский Государственный центр «Укрспецвагон».
2004 год – Укрспецвагон стал одним из немногих лицензиатов в Украине, которые получили лицензию Министерства Транспорта и Связи Украины на право оказания услуг по перевозке грузов железнодорожным транспортом.

## Продукция
Основной вид деятельности предприятия — ремонт грузовых вагонов.
Завод производил ремонт следующих типов вагонов:
- 4-осных полувагонов,
- крытых вагонов

Кроме того, завод выпускал товары народного потребления.